# Cloreto de anilinium
Cloreto de anilinium, muitas vezes citado como cloreto ou cloridrato de anilina é um sal de amônio aromático. Pode ser preparado pela reação de anilina com ácido clorídrico:
C6H5NH2 + HCl → C6H5N+H3Cl-